# Orden de los Carmelitas Descalzos Seglares
La Orden de Carmelitas Descalzos Seglares con las siglas OCDS (fundada como Tercera Orden Descalza de los Hermanos de la Bienaventurada Virgen del Carmen y Santa Teresa de Jesús) es la Tercera Orden, y rama laical de la Orden de Carmelitas Descalzos, Fundada por Santa Teresa de Jesús

## Historia
Cuando los Carmelitas Descalzos fueron canónicamente erigidos en el año 1593, sus superiores retuvieron el poder conferido por el papa Nicolás V en la bula "Cum nulla fidelium conventio" del 7 de octubre de 1452 de incorporar laicos como miembros de la Orden, sin embargo la Orden prohibió la incorporación de laicos a la misma e incorporó esta decisión a las constituciones de 1581 y 1592. Después de que los Carmelitas Descalzos fueran divididos en el año 1600 en las congregaciones española e italiana, ambas mantuvieron la exclusión de laicos, pero mantuvieron el apostolado de imposición del Escapulario del Carmen a los laicos que lo desearan (Cofradía del Escapulario del Carmen).
A finales del siglo XVII, se hicieron esfuerzos que conllevaron a la creación de una orden seglar, comenzando en Bélgica, y posteriormente Francia e Italia. En 1699, una regla de vida para laicos  fue publicada privadamente con aprobación provincial en Liege, Bélgica. En 1708 en Marsella, Francia, una regla completa para mujeres laicas fue publicada, siendo esta la única y verdadera regla de vida conocida para la Tercera Orden Seglar y llevando ostensiblemente la autoridad de la Orden de Carmelitas Descalzos. La regla de Marsella parece reconocer la presencia de comunidades ya existentes de la Tercera Orden en Francia, España, Italia, Alemania y Bélgica e intenta imponer  un grado de uniformidad en otras comunidades de Orden Seglar idependientes. La regla de Marsella fue traducida al latín durante finales del siglo 18. En 1848 un libro corto conocido de la Tercera Orden, "Breve Compendio" fue publicado en Florencia, Italia, siendo meramente una versión de la regla de Marsella. En el día 8 de enero de 1883, el Definitor General de la Orden revisó el Breve Compendio y lo impuso oficialmente en toda la Tercera Orden en sus comunidades, esto hasta ser sobreseído el día 25 de octubre de 1911, cuando el Definitor General impuso el "Manual de la Tercera Orden", documento aprobado por la Santa Sede el 3 de marzo de 1921, dicho documento fue revisado el 26 de octubre de 1970 y aprobado por la Santa Sede como la Regla de Vida de la Tercera Orden.
La Regla de Vida fue sucedida por las actuales Constituciones de la OCDS, que fueron aprobadas por la Santa Sede en el año 2003.

## Miembros
Como Orden Tercera u Orden Seglar, a ella pueden pertenecer (como lo establece el derecho canónico) tanto fieles laicos solteros o casados, como sacerdotes del clero secular (es decir, diáconos, sacerdotes u obispos diocesanos que no hayan tomado votos o promesas con otra orden o congregación). Para ser miembro pleno se requiere pasar por un proceso formativo que comienza con una etapa conocida como "familiarización", que dura de seis meses a un año, posteriormente se admite al individuo a formar parte de la comunidad OCDS constituida ante la Orden de Carmelitas Descalzos, a tomar un periodo de formación como aspirante por dos años, y recibe el hábito de la Orden, que es el Escapulario del Carmen, luego de ello, al concluir los dos años de formación, se le admite a tomar las promesas temporales, las cuales se renuevan tres veces, haciendo un periodo de aproximadamente cinco años de formación para las promesas definitivas, teniendo la posibilidad al tomar las promesas definitivas o permanentes, de además emitir voluntariamente votos privados de castidad y obediencia ante el presidente de la comunidad, para una mayor disposición para el apostolado de la Orden.  

## Santos, Beatos, Venerables y Siervos de Dios

### Beatos
- Beata Josefa (Giuseppa) Naval Girbes, OCDS[5]patrona de la Orden[6]

### Venerables
- Venerable Sierva de Dios Anita Cantieri, OCDS. (1910-1942)[7][7][8]

### Siervos de Dios
- Siervo de Dios Victor Martínez, OCDS.[9]
- Sierva de Dios Cunegonda Siwiec OCDS[10]
- Sierva de Dios Isabella Morfini OCDS[11]